# Teorema di Carmichael
In matematica, in particolare in teoria dei numeri, il teorema di Carmichael esprime una relazione tra un numero di Fibonacci e i divisori dei termini ad esso precedenti. Più precisamente:
per ogni numero naturale {\displaystyle n>12}, esiste un fattore primo del numero di Fibonacci {\displaystyle F_{n}} che non divide {\displaystyle F_{k}}, per ogni {\displaystyle k<n}.
Per {\displaystyle n\leq 12} si hanno le seguenti eccezioni:
- {\displaystyle F_{1}=1} non ha fattori primi;
- {\displaystyle F_{2}=1} non ha fattori primi;
- {\displaystyle F_{6}=8} ha solo il fattore primo 2 e {\displaystyle F_{3}=2};
- {\displaystyle F_{12}=144} ha solo i fattori primi 2 e 3, e {\displaystyle F_{3}=2} e {\displaystyle F_{4}=3}.

I fattori primi di un numero di Fibonacci {\displaystyle F_{n}} che non dividono {\displaystyle F_{k}}, per ogni {\displaystyle k<n}, sono detti fattori caratteristici o divisori primi primitivi. Quindi il teorema di Carmichael dice che ogni numero di Fibonacci, a parte le precedenti eccezioni, ammette almeno un fattore caratteristico.
Si noti che questo teorema non implica che se {\displaystyle p} è un numero primo allora {\displaystyle F_{p}} deve essere un numero primo. Ad esempio {\displaystyle F_{19}=4.181=37\times 113}, dove 19 è un numero primo, ma {\displaystyle F_{19}} no.
Il teorema di Carmichael può essere generalizzato dai numeri di Fibonacci alle successioni di Lucas.